# Ferrari F1-87/88C
Der Ferrari F1-87/88C war ein Formel-1-Rennwagen, den die Scuderia Ferrari 1988 in der Formel-1-Weltmeisterschaft einsetzte. Er war für 26 Jahre der letzte Formel-1-Rennwagen von Ferrari mit Turbomotor.

## Entwicklungsgeschichte und Technik

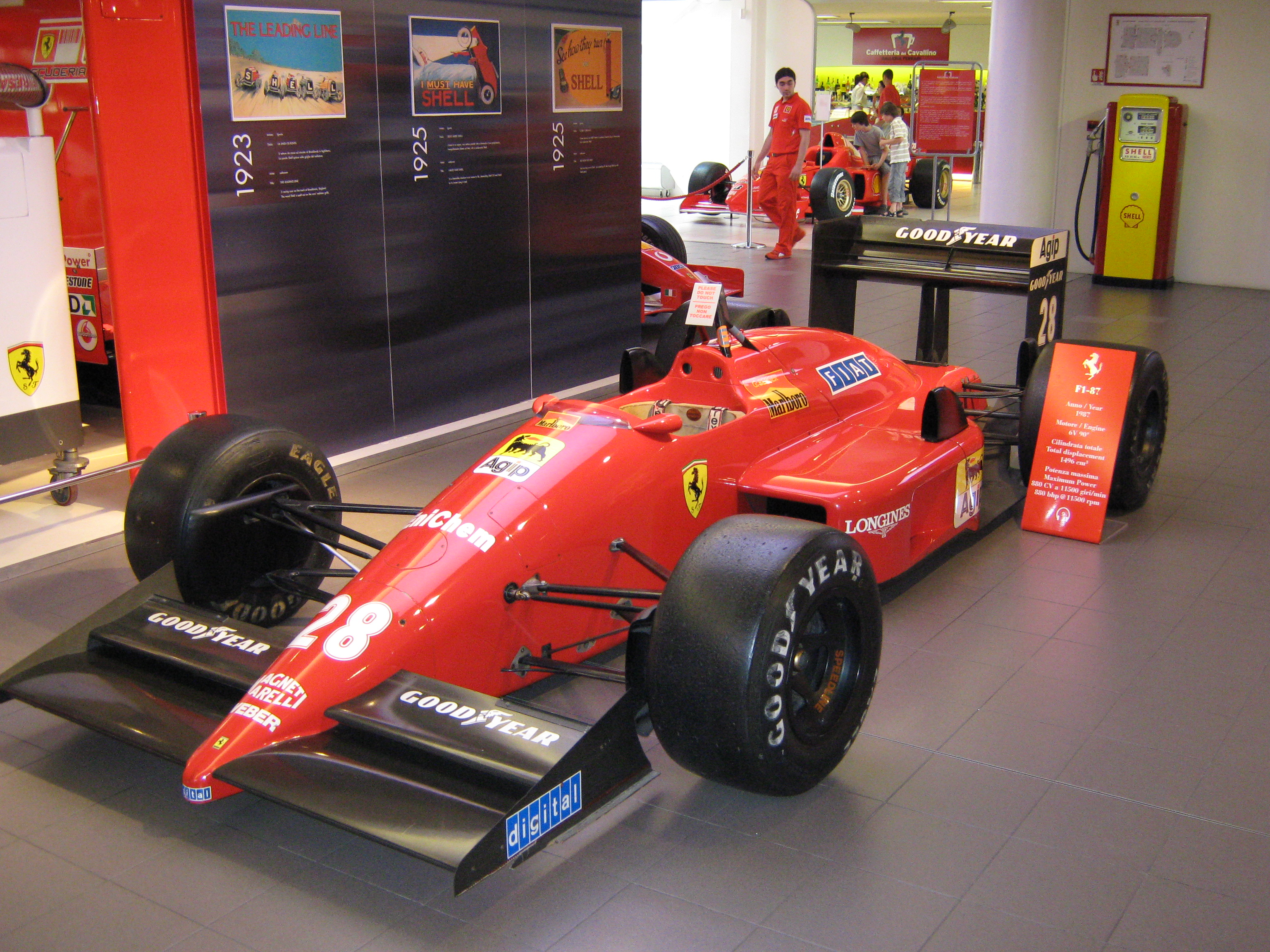
Ferrari F1/87

Der Ferrari war eine Weiterentwicklung des Vorjahreswagens, des Ferrari F1/87. Ferrari verzichtete zugunsten der Regeländerung für 1989 auf eine aufwendige Neuentwicklung und passte den F1/87 nur an die modifizierten Regeln für das Jahr 1988 an. Diese Regeln begrenzten den Ladedruck des Turbomotors von 4,5 auf 2,5 Bar. Zudem wurde die Menge des verfügbaren Benzins im Rennen auf 150 Liter begrenzt. Im Verlauf der Saison zeigte sich, dass der überarbeitete Motor zwar sehr leistungsstark war, allerdings zu viel Benzin verbrauchte. Das Chassis wurde nur im Detail überarbeitet. Die Motorabdeckung wurde etwas abgeflacht und neue Front- und Heckflügel entwickelt.

## Fahrer
Wie auch in der vorherigen Saison waren die Stammfahrer der Scuderia der Italiener Michele Alboreto mit der Startnummer 27 und der Österreicher Gerhard Berger mit der Startnummer 28.

## Renngeschichte

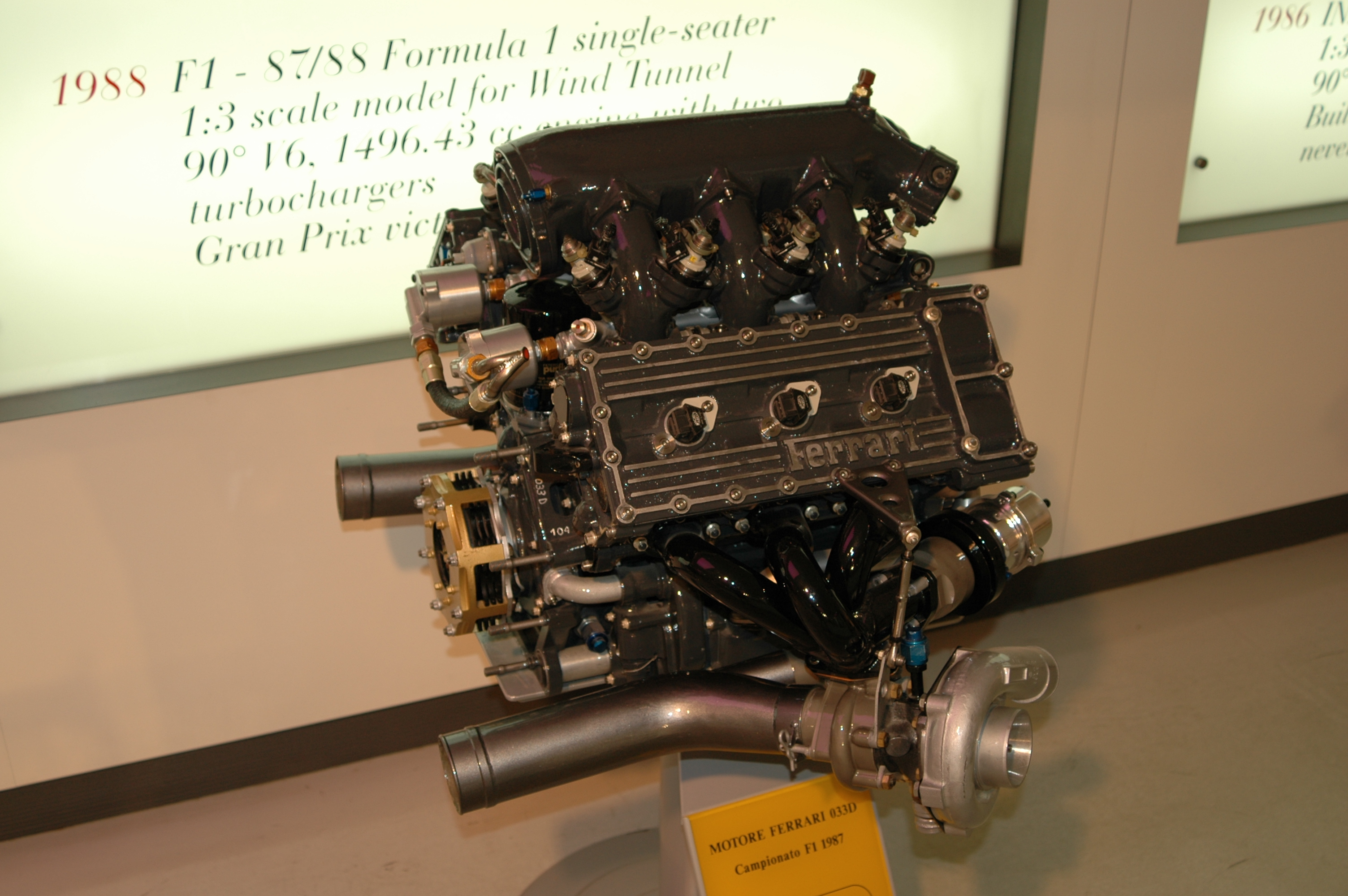
Ferrari Tipo 033

Für die Scuderia Ferrari war die Saison 1988 ein Probejahr; sowohl Fahrer- als auch Konstrukteurstitel waren jederzeit außer Reichweite. Der Rennwagen war zwar nicht zu langsam, reichte aber insgesamt nicht an den McLaren MP4/4 heran. Im Gegensatz zu allen anderen Motorherstellern hatte Honda einen von Grund auf neuen Motor entwickelt, anstatt wie Ferrari das vorhandene Material nur an das neue Reglement anzupassen. Dadurch war McLaren der Konkurrenz weit überlegen und stellte viele Bestmarken auf. Da allerdings die Konkurrenzteams mit Blick auf die kommende Saison zum größten Teil wieder auf Saugmotoren gewechselt hatten und das weiterhin mit einem Honda-Turbo fahrende Team Lotus wiederum mit seinem 100T ein schlechteres Gesamtpaket bot, blieb Ferrari das einzige Team, das McLaren generell unter Druck setzen konnte, und war damit praktisch auf die Plätze hinter Ayrton Senna und Alain Prost abonniert.
Ferrari litt vor allem im ersten Teil der Saison unter dem viel zu hohen Benzinverbrauch des Motors. Das zeigte sich deutlich beim Großen Preis von Großbritannien. Polesetter Berger führte das Feld zusammen mit Ayrton Senna mit großem Vorsprung an, bevor er langsamer fahren musste, um Kraftstoff zu sparen. Senna konnte Berger in Runde 14 überholen, da Berger angezeigt wurde, dass ihm nun schon der Sprit für die letzten fünf Runden fehle. Bergers Teamkollege Alboreto ging zwei Runden vor Rennende der Treibstoff aus, während Berger vom ersten auf den neunten Platz zurückfiel. Schon früh in der Saison gab der Technische Direktor John Barnard neue Richtlinien für den Motor aus, um den Verbrauch bei gleichbleibender Leistung zu reduzieren. Dies wurde allerdings aus verschiedenen Gründen, die möglicherweise mit Barnards Unbeliebtheit bei der italienischen Belegschaft von Ferrari zusammenhingen, lange ignoriert.
Das einzige Rennen, das nicht von McLaren gewonnen wurde, war der Große Preis von Italien, den Gerhard Berger gewann; es war der einzige Ferrari-Sieg 1988 und kam unter kuriosen Umständen zustande, als erst Alain Prost ausschied und anschließend Ayrton Senna beim Überrunden mit Williams-Pilot Jean-Louis Schlesser kollidierte. Michele Alboreto komplettierte den Doppelerfolg. Das Rennen war für das Team insofern sehr emotional, als es der erste Sieg nach dem Tod von Enzo Ferrari einen Monat zuvor war. Zum Ende der Saison wurde in das Chassis des F1-87/88C der neue V12-Saugmotor zu Testzwecken eingebaut, der in der folgenden Saison zum Einsatz kommen sollte.

## Ergebnisse
| Fahrer               | Nr.                  | 1 | 2  | 3 | 4 | 5   | 6   | 7 | 8  | 9 | 10  | 11  | 12 | 13  | 14  | 15 | 16  | Punkte | Rang |
| -------------------- | -------------------- | - | -- | - | - | --- | --- | - | -- | - | --- | --- | -- | --- | --- | -- | --- | ------ | ---- |
| Formel-1-Saison 1988 | Formel-1-Saison 1988 |   |    |   |   |     |     |   |    |   |     |     |    |     |     |    |     | 65     | 2.   |
| M. Alboreto          | 27                   | 5 | 18 | 3 | 4 | DNF | DNF | 3 | 17 | 4 | DNF | DNF | 2  | 5   | DNF | 11 | DNF | 65     | 2.   |
| G. Berger            | 28                   | 2 | 5  | 2 | 3 | DNF | DNF | 4 | 9  | 3 | 4   | DNF | 1  | DNF | 6   | 4  | DNF | 65     | 2.   |

| Legende  | Legende            | Legende                                                          |
| Farbe    | Abkürzung          | Bedeutung                                                        |
| -------- | ------------------ | ---------------------------------------------------------------- |
| Gold     | –                  | Sieg                                                             |
| Silber   | –                  | 2. Platz                                                         |
| Bronze   | –                  | 3. Platz                                                         |
| Grün     | –                  | Platzierung in den Punkten                                       |
| Blau     | –                  | Klassifiziert außerhalb der Punkteränge                          |
| Violett  | DNF                | Rennen nicht beendet (did not finish)                            |
| Violett  | NC                 | nicht klassifiziert (not classified)                             |
| Rot      | DNQ                | nicht qualifiziert (did not qualify)                             |
| Rot      | DNPQ               | in Vorqualifikation gescheitert (did not pre-qualify)            |
| Schwarz  | DSQ                | disqualifiziert (disqualified)                                   |
| Weiß     | DNS                | nicht am Start (did not start)                                   |
| Weiß     | WD                 | zurückgezogen (withdrawn)                                        |
| Hellblau | PO                 | nur am Training teilgenommen (practiced only)                    |
| Hellblau | TD                 | Freitags-Testfahrer (test driver)                                |
| ohne     | DNP                | nicht am Training teilgenommen (did not practice)                |
| ohne     | INJ                | verletzt oder krank (injured)                                    |
| ohne     | EX                 | ausgeschlossen (excluded)                                        |
| ohne     | DNA                | nicht erschienen (did not arrive)                                |
| ohne     | C                  | Rennen abgesagt (cancelled)                                      |
| ohne     | keine WM-Teilnahme |                                                                  |
| sonstige | P/fett             | Pole-Position                                                    |
| sonstige | 1/2/3/4/5/6/7/8    | Punktplatzierung im Sprint-/Qualifikationsrennen                 |
| sonstige | SR/kursiv          | Schnellste Rennrunde                                             |
| sonstige | *                  | nicht im Ziel, aufgrund der zurückgelegten Distanz aber gewertet |
| sonstige | ()                 | Streichresultate                                                 |
| sonstige | unterstrichen      | Führender in der Gesamtwertung                                   |